# Peperomia obovatilimba
Peperomia obovatilimba är en pepparväxtart som beskrevs av C. Dc.. Peperomia obovatilimba ingår i släktet peperomior, och familjen pepparväxter. Inga underarter finns listade i Catalogue of Life.